# Andrés González de Barcia
Andrés González de Barcia Carballido y Zúñiga (geb. 1673 in Galicien; gest. 4. November 1743 in Madrid) war ein spanischer Literat, Historiker und Hofbeamter (consejero real de Felipe V) des 18. Jahrhunderts. Er war einer bedeutendsten Gelehrten der spanischen Frühaufklärung und einer der Begründer der Königlichen Spanischen Akademie, der zwei bedeutende Werke über die Geschichte Amerikas hinterließ.

## Leben und Werk
Andrés González de Barcia wurde 1673 in Galicien geboren. Er ist auch unter seinem Pseudonym Gabriel de Cárdenas bekannt. Er war Mitglied des Kriegsrats und der Königlichen Spanischen Akademie.
Andrés González de Barcia verfasste neben seinem literarischen und historiographischen Schaffen mehr als zwei Dutzend kritische Ausgaben einiger der wichtigsten spanischen Werke über die Neue Welt, von denen viele bereits selten waren, als er sie veröffentlichte. Dabei legte seine Sammlung an, um der Geschichtsschreibung jener Zeit Ordnung und Klarheit zu verleihen. Er versuchte zu unterstreichen, was er für die Wahrheit über das koloniale Spanien hielt, indem er seine Ausgaben mit Randbemerkungen, einleitenden Schriften und wissenschaftlichen Indizes versah. Damit legte er den Grundstein für das moderne Studium der kolonialen spanisch-amerikanischen Literatur.
Andrés González de Barcia veröffentlichte den Ensayo cronologico para la historia general de la Florida (Madrid, 1723) und die Historiadores primitivos de las Indias Occidentales über die Entdeckung und Eroberung Amerikas, die in Abschnitten herausgegeben und nach seinem Tod gesammelt veröffentlicht wurden (3 Bde., folio, 1749). Er gab heraus: Herreras Décadas (1725–30); de la Vega, La Florida (1723), Comentarios reales de los Incas (1723); und Torquemada; Gregorio Garcías Origen de los indios del Nuevo Mundo (1729); Antonio de Solís, Historia de la conquista de México (1732); Alonso de Ercilla, La Araucana (1733). Posthum erschienen sind: Fernando de Colón, Historia del Almirante Colón (1749); Hernán Cortés, Cartas de relación (1749); Gonzalo Fernández de Oviedo y Valdés, Sumario de la natural historia de las Indias (1749); Álvar Núñez Cabeza de Vaca, Relación de la jornada que hizo a la Florida con el adelantado Pánfilo de Narvaez (1749); Francisco López de Gómara, Historia de las Indias y de la conquista de México (1749); und Francisco de Xérez, Verdadera relación de la conquista del Perú (1749).
In einer jüngeren Publikation hat der Autor Jonathan E. Carlyon in seinem Buch Andrés González de Barcia and the Creation of the Colonial Spanish American Library (2095) die Entstehung der kolonialen spanisch-amerikanischen Bibliothek und die Arbeit von González de Barcia als Herausgeber, Bibliograph und Autor nachgezeichnet, wobei er sich auf dessen Programm der wissenschaftlichen Wiederveröffentlichung konzentriert, das zur Schaffung der ersten umfassenden kolonialen spanisch-amerikanischen Bibliothek führte und arbeitete seinen Beitrag zur Entwicklung der spanischen Historiographie, Bibliographie und Buchgeschichte heraus.

## Werke (Auswahl)
- Historiadores primitivos de las Indias Occidentales etc. (3 Bände, Madrid 1736–1749):[7]
  - Band I: i) La Historia del Almirante Don Christoval Colòn, que compuso en Castellano Don Fernando Colòn, pp. 1–128; ii) Carta de relación embiada a su sacra magestad del emperador nuestro señor, por el Capitán General de la Nueva España llamado D. Fernando Corten la que hace relación de las tierras….pp. 1 62; iii) Carta tercera de relación embiada por D. Fernando Cortés al Señor Don Carlos, Emperador Supremo Augusto de las cosas sucedidas….pp. 63 128; iv) Carta o quarta relación que Fernando Cortés, embió al Señor Don Carlos, Emperador…pp. 129 156; v) Relación hecha por Pedro de Alvarado a Hernando Cortés en que se refieren a las guerras y batallas para pacificar las Provincias de Chapotulán, Checialtenengo i Utlatan….pp. 157 160; vi) Otra Relación hecha al mismo Hernan Cortès, por Diego de Godoy pp. 161 166; vii) Relación hecha por Diego Godoy a Hernando Cortés en que trata del descubrimiento de diversas ciudades i provincias i guerras que tuvo con los indios (Prov. Chamula), pp. 166 173; viii) Proemio, prólogo, y introducción del dicho autor (Gonzalo Fernandez de Oviedo, enderezando la obra a la S.C.C.R.M. del Emperador Don Carlos Quinto….pp. 1 57; ix) Examen apologético de la histórica narración de los naufragios, peregrinaciones i milagros de Alvar Nuñez Cabeza de Baca, en la tierras de la Florida i del Nuevo Mexico….Madrid, Imprenta de Juan Zuñiga, 1736. Pp. 1 50 y pp. 1 43; x) Comentarios de Alvar Nuñez de Vaca, Adelantado y Gobernador del Rio de la Plata, pp. 1 70.
  - Band II: Falta página del título. i) Historia General de las Indias, por Francisco Lopez de Gomara, pp. 1 126; ii) Chronica de la Nueva-España, ò Conquista de Mexico, por el mismo, pp. 1–214;
  - Band III: i) A la Magestad del Rey de Inglaterra…por Agustín de Zarate, 2 páginas; ii) Declaracion de la dificultad, que algunos tienen, en averiguar por donde pudieron pasar al Perù, las Gente, que primeramente le poblaren por Fr. Gregorio García del Orden de Santo Domingo en el año de 1729, dos páginas.; iii) Historia del Descubrimiento, y Conquista de la Provincia del Peru. Por Agustin de Zarate, pp. 1 176 con un grabado; continua el mismo tema desde la 177 hasta la 237 narrado por Don Francisco Xerez; iv) Historia, y Descubrimiento del Rio de la Plata, y Paraguay, pp. 1–31; v) Argentina, y Conquista del Rio de la Plata, con otros acaecimientos de los Reynos del Perù, Tucumàn, y Estado del Brasil, por el Arcediano Don Martin del Barco Centenera, Poema compuesto de veinte y ocho Cantos, pp. 1–107; vi) Discurso de mi viage dando muchas gracias a Dios por las muchas mercedes que en el me ha hecho a mi. Por Simón Perez de Torres, pp. 1 48.

- Ensayo chronologico para la historia general de la Florida, desde el ano 1512–1722 (Madrid, 1723).

verschiedene Theaterstücke